# 鳥居清忠 (5代目)
五代目 鳥居清忠（ごだいめ とりい きよただ、明治33年〈1900年〉11月21日 - 昭和51年〈1976年〉7月13日）は大正時代から昭和時代の浮世絵師、日本画家、舞台美術家。鳥居派八代目当主。鳥居言人として知られる。

## 来歴
四代目鳥居清忠及び鏑木清方の門人。東京府東京市日本橋区日本橋蛎殻町（現中央区日本橋蛎殻町）に生まれる。姓は斎藤、名は信。言人（ことんど）、清言（きよのぶ）と号す。父は芝居絵の鳥居家七代目の四代目鳥居清忠であった。始め父清忠に歌舞伎座の絵看板などの鳥居派の技法を学び、言人と称し、さらに小堀鞆音に就いて大和絵や有職故実を学び、後に1918年にその紹介で鏑木清方の門に入り美人画を学んだ。作品は清方や伊東深水の影響を受けており清楚な画風の肉筆浮世絵や挿絵を描いている。
大正3年（1914年）以降は、雑誌『演芸画報』のカット、挿絵、口絵などを描いている。昭和2年（1927年）には河野通勢、鏑木清方、岡本一平とともに『新錦絵今様歌舞伎四題』というシリーズを日本木版印刷から出版する。大正11年（1922年）ころから雅彦と号して風俗美人版画などを発表している。昭和4年（1929年）に鳥居派宗家の8代目を襲名した。昭和10年（1935年）ごろ、清言と改名した。昭和16年（1941年）、父の死去により五代目清忠を称した。昭和初年から鳥居派の芝居・役者看板絵その他を手掛け、鳥居派としての務めを果たしながら歌舞伎、日本舞踊の舞台美術、舞台装置も多く手がけた。木版画では昭和4年（1929年）の美人画連作、「おんな十二題」、「化粧」、「雪」、「湯浴み」などが代表作としてあげられる。「長襦袢」では長襦袢の模様、色、背景などを変えた5種類の作品が制作された。木版画の落款は「言人」を使用している場合が多く、「清言」に改名後も使用している例がある。主に酒井・川口、池田富蔵という版元から版行している。昭和27年（1952年）の日展に美人画「髪」を出品、入選している。昭和51年（1976年）、75歳で死去。墓所は台東区妙顕寺。

## 作品
- 「三世米吉郎舞台」 木版 扇子 大正5年（1916年）
- 「新錦絵今様歌舞伎四題 梅の由兵衛」 木版 日本木版印刷版 昭和2年（1927年）
- 「化粧」 酒井・川口版 昭和4年（1929年） 千葉市美術館、石川県立美術館所蔵
- 「雨」 酒井・川口版 昭和4年 千葉市美術館、石川県立美術館所蔵
- 「帯」 川口版 昭和4年 石川県立美術館所蔵
- 「長襦袢」 酒井・川口版 昭和4年 石川県立美術館所蔵
- 「湯がえり」 池田版 昭和4年 石川県立美術館所蔵
- 「髪梳き」 酒井・川口版 昭和4年 アーサー・М・サックラー・ギャラリー所蔵
- 「朝寝髪」 池田版 昭和5年（1930年） 千葉市美術館所蔵　前田謙太郎彫、前島摺[2]。
- 「うたっ寝」 池田版
- 「あやめ浴衣」 池田版